# ( ) (album)
( ) is het derde studioalbum van de IJslandse post-rockband Sigur Rós. Het werd op 28 oktober 2002 uitgebracht door onder andere FatCat Records en Smekkleysa Records. De nummers op ( ) hebben net zoals het album zelf geen titel. De bandleden refereren aan het album met Svigaplatan (Het Haakjesalbum) of The Untitled Album.
Het album werd met producer Ken Thomas opgenomen in IJsland en gemixt in Bath en Londen. De opnamen begonnen in mei 2001 en gingen door tot de zomer van 2002. ( ) was qua geluid rauwer en minder toegankelijk dan zijn voorganger Ágætis byrjun. Strijkkwartet amiina verzorgde de arrangementen op het album. Bij de realisering maakte de band gebruik van een eigen pseudo-'taal' die ze 'Vonlenska' ('Hooplands') noemen. Er werd één single uitgebracht: "Untitled 1 (a.k.a. "Vaka")".

## Productie

### Opnamen
Na een wereldwijde toer ter promotie van Ágætis byrjun begon Sigur Rós in begin 2001 met hun derde album. De productie hiervoor was wederom in handen van Ken Thomas, met wie de bandleden een nieuwe opnamelocatie gingen zoeken. Aanvankelijk wilden de bandleden de opnamen in een afgedankte NAVO-basis op een berg in Noord-IJsland doen. Na inspectie bleek dit plan wel erg onpraktisch. Later werd in Álafoss een verlaten zwembad gevonden. Het werd omgebouwd tot opnamestudio en kreeg de naam Sundlaugin. Hier werd het gehele album opgenomen. Thomas over de verhuizing: "Het idee was om een ander album te creëren dan zijn voorganger, want dat zou te makkelijk zijn. Dus gingen we naar de top van een berg, op een oude legerbasis, waar het geluid erg hard en stevig was. Toen we bij de afdaling van de berg [het zwembad] zagen, zei ik: 'vergeet die berg, we blijven hier'".
Veel van de nummers die later opgenomen zouden worden, werden in 2000 al live gespeeld. Georg Hólm vertelde in februari 2001 dat de stijl van het nieuwe album niet veel ging verschillen van Ágætis byrjun; het enige verschil was dat ze "langer en beter" werden. Ook werd bekendgemaakt dat het gehele album in het Hooplands gezongen werd. De opnamen begonnen in mei, na een korte toer in maart en april. De nummers die voor en tijdens de opnamen live gespeeld werden, kregen titels als "Untitled #8" en "The Pop Song" (het popnummer). Veel nummers waren in het begin erg lang en werden daardoor volgens Thomas langdradig: "[De nummers waren] langer dan normaal, waarbij er niet veel gebeurde. Live kwamen we daar nog mee weg, maar in de studio klonk het nogal saai. Dus probeerden we ze korter te maken of om stukjes op andere plaatsen te laten herhalen." Alle nummers ontstonden uit liveopnamen en werden later bewerkt en gedubd. Tijdens de opnamen kregen de bandleden ook allemaal een mixer van Mackie om hun eigen foldback (het gebruik van zware speakers/studiomonitors) te maken. Veel situaties waren geïmproviseerd: er werd ter plekke geëxperimenteerd, waardoor er zelfs nadat het mixen aanpassingen aan de muziek werden gedaan. Ook strijkkwartet amiina nam haar stukken op door live te improviseren. Voor de opnamen werd het pc-gebaseerde programma Soundscape gebruikt, in tegenstelling tot Pro Tools (dat de voorkeur genoot van Ken Thomas). Omdat Jónsi Birgisson alleen met Soundscape kon werken, werd dat programma gebruikt.
In september 2001 begon Sigur Rós een Amerikaanse toer, die tot het einde van het jaar duurde. Het jaar erop werd verder gewerkt aan het album; in maart werden de strings opgenomen. Verwacht werd dat het album in juli klaar zou zijn. In april werden de opnamen even stopgezet om te werken aan Odin’s Raven Magic met Hilmar Örn Hilmarsson, waardoor de uitgavedatum verzet werd naar de herfst. In mei werden de vocalen van Jónsi opgenomen. Een maand later waren de opnamen afgerond en vertrok de band naar Engeland om daar het album te mixen. Dat gebeurde in de Real World Studio's van Peter Gabriel in Bath. Het masteren gebeurde in de Abbey Road Studios en The Exchange. Doordat het gehele proces langer duurde dan verwacht, werden vele geplande Europese festivaldata afgezegd. In augustus was ook het artwork voor het album af. Op 22 augustus werden alle details bekendgemaakt: de naam van het album bestond uit twee haakjes met een spatie ertussen. Daarnaast waren alle nummers naamloos.

### Stijl
( ) was qua geluid rauwer en minder toegankelijk dan zijn voorganger Ágætis byrjun; het album bevatte meer elementen van minimalisme en atmosferische muziek. In het midden van het album, na de eerste vier liedjes, is er een pauze van 36 seconden. Dit dient als een soort barrière tussen een eerste en tweede deel. Het eerste deel is hierin het meer opgewekte en vrolijkere deel en het tweede deel is een meer psychedelischer, droeviger stuk. Volgens Jónsi speelt het tweede deel "meer met je emoties". Op het eerste deel is meer experimenteel bezig; zo wordt Jónsi's stem gesampled en wordt meer de nadruk gelegd op de keyboard (in plaats van de gitaar). Zo bevatten "Vaka" en "Samskeyti" wel keyboard (gespeeld door Georg) maar geen drums. De fotografie die te zien is op het album is door de band zelf genomen. De foto's zijn gemaakt buiten de studio in Álafoss en later digitaal gemanipuleerd. Op de foto's zijn close-ups van natuur te zien, zoals gras, struiken en water.
Alle nummers op ( ) zijn gezongen in het Vonlenska (het 'Hooplands'). Tijdens de opnamen werden er voor de zang een paar talen overwogen, waaronder het Engels. Uiteindelijk werd toch voor het Vonlenksa gekozen. Alle nummers op het album zijn titelloos. Er is ook geen tekst aanwezig op het album of in het artwork, behalve het woord 'sigur ros' op de voorkant. De naam van het album bestaat uit twee haakjes. Het gebrek aan een titel voor het album is waarschijnlijk ook hiervan afgeleid: De luisteraar kan zelf iets tussen de haakjes zetten en zo zijn eigen sfeer rond de nummers creëren. In het bijgeleverd boekje van het album zijn lege bladzijden aanwezig in plaats van de (ontbrekende) teksten van de nummers. Luisteraars kunnen hiermee hun 'eigen interpretatie' van het Hooplands noteren. Drummer Orri Páll Dýrason: "Het is alsof het album nog niet af is en dat de luisteraar zijn eigen pure expressie krijgt en het zelf afrondt. We zijn erg benieuwd hoe de mensen het interpreteren."

## Uitgave
| Hoogste albumnoteringen per land | Hoogste albumnoteringen per land |
| -------------------------------- | -------------------------------- |
| Australië                        | 49                               |
| België                           | 33                               |
| Denemarken                       | 24                               |
| Finland                          | 24                               |
| Ierland                          | 17                               |
| IJsland                          | 1                                |
| Noorwegen                        | 6                                |
| Verenigd Koninkrijk              | 49                               |
| Verenigde Staten                 | 51                               |

( ) werd op 28 oktober 2002 uitgegeven op cd en lp via FatCat Records in het Verenigd Koninkrijk, PIAS in overig Europa en MCA Records in de Verenigde Staten. De regio's Europa, Amerika, Australië en Japan kregen elk hun eigen editie. De muziek was hetzelfde, maar het artwork op elke versie is anders; zo is de foto die op de voorkant gebruikt wordt in de haakjes steeds verschillend. In IJsland werden alle vier versies te koop aangeboden. Op de Sigur Rós-website werd een optie aangeboden voor fans om hun eigen interpretatie van de teksten in te sturen. Een computer zocht dan uit alle inzendingen de meest gebruikte woorden uit en bracht daarmee een eigen tekst samen. Begin november bereikte het album de Billboard 200, waar het op de 52e plaats debuteerde. Later piekte het één plaats hoger. Ook in onder andere het Verenigd Koninkrijk (plaats 49) en België (plaats 33) verscheen ( ) in de hitlijst. In 2003 werd het album op de Icelandic Music Awards bekroond met de prijs van 'beste album'.
Het album werd aanvankelijk niet door een single begeleid. Om ( ) te promoten werd er toch een promo van het nummer "Njósnavélin" naar verschillende media verstuurd. Op 12 mei 2003 verscheen de enige single van het album: "Untitled #1 (a.k.a. "Vaka")". De muziekvideo voor deze single werd geregisseerd door Floria Sigismondi en werd al uitgebracht in februari 2003. "Njósnavélin" werd gebruikt tegen het einde van de film Vanilla Sky. Dit nummer was nog niet opgenomen toen de film uitkwam (in 2001), dus werd er daarvoor een live-opname gebruikt. Die opname werd gemaakt op het Roskilde Festival in 2000. Sigur Rós begon in oktober 2003 ter promotie een toer door Europa, Noord-Amerika, en Japan.

### Recensies
In de media kreeg ( ) positieve reacties; op Metacritic kreeg het album in 20 verzamelde recensies een gemiddelde van 82 uit 100. Toch werd het album matiger ontvangen dan voorganger Ágætis byrjun. Veel media erkennen het geluid dat Sigur Rós produceert en vonden het positief dat deze werd doorgezet. Toch werd Ágætis byrjun als "sterker" ervaren, ook omdat deze innovatiever en betere teksten zou hebben. Uncut noemde ( ) "intiem, maar toch afstandelijk". Rolling Stone noemde het album "indrukwekkend maar opvallend overeenkomstig [met Ágætis byrjun] - het is alleen pretentieuzer vormgegeven". Pitchfork Media gaf een 7.6 en bekritiseerde de herhaling en het gebrek aan innovatie die op Ágætis byrjun wel aanwezig was: "( ) is simpelweg een degelijke opvolger van een band die al bewezen heeft dat het veel, veel beter kan." Het beste nummer volgens Pitchfork was "Njosnavelin": "De muziek van Sigur Rós heeft de diepgang en menselijkheid van een Bruegel-schilderij en is het best te waarderen op hoog volume in een open ruimte. (...) "Njosnavelin" is daarvoor het perfecte voorbeeld: verreweg de spookachtigste lijkzang die Sigur Rós heeft geschreven. Birgissons gitaar-met-strijkstok laat een dringende melodie los die van een stenen muur echoot."

## Nummers
De nummers op het album hebben geen titel. Wel zijn er ter referentie werktitels bekend, gebruikt door zowel de band als het publiek. Voor Engelstaligen staan de nummers bekend als bijvoorbeeld "Untitled #1" (a.k.a. "Vaka"), waardoor deze namen het meest in de media verschijnen. De Nederlandse vertaling van de werktitels staan onder de originele titel weergegeven.
1. naamloos ("Vaka") - 6:38
 De naam van Orri's dochter.
2. naamloos ("Fyrsta") - 7:33
 "Het eerste nummer"
3. naamloos ("Samskeyti") - 6:33
 "Aanhangsel"
4. naamloos ("Njósnavélin") - 7:33
 "De spionmachine"
5. naamloos ("Álafoss") - 9:53
 Locatie van de studio van de band.
6. naamloos ("E-Bow") - 8:48
 Georg gebruikt een E-bow in dit nummer.
7. naamloos ("Dauðalagið") - 13:00
 "Het doodsnummer"
8. naamloos ("Popplagið") - 11:45
 "Het popnummer"

## Medewerkers
- Sigur Rós - Creatie, productie, artwork
  - Jón Þór Birgisson - zang, gitaar, keyboard
  - Georg Hólm - basgitaar, keyboard, glockenspiel
  - Kjartan Sveinsson - keyboard, gitaar
  - Orri Páll Dýrason - drums, keyboard
- Alex Torrance - artwork
- D.C. - artwork
- Ken Thomas - Engineering, mixing en coproductie

- amiina - Snaar-arrangementen
  - Ólöf Júlía Kjartansdóttir - altviool
  - Edda Rún Ólafsdóttir - viool
  - Maria Huld Markan Sigfúsdóttir - viool
  - Sólrún Sumarliðadóttir - cello
- Mandy Parnell - mastering
- Marco Migliari - Assistent engineering

## Versies
|   | jaar | platenmaatschappij              | locatie                              | formaat        | catalogusnummer |
| - | ---- | ------------------------------- | ------------------------------------ | -------------- | --------------- |
| 1 | 2002 | FatCat Records / PIAS           | Europa                               | cd             | 946.0122.020    |
| 2 | 2002 | Bad Taste                       | IJsland                              | cd             | SM99CD          |
| 3 | 2002 | Maximum10                       | Japan                                | cd             | CTCM65032       |
| 4 | 2002 | Fest.Mushroom Rec/Shock Records | Australië                            | cd             | CTX250CD        |
| 5 | 2002 | MCA Records                     | Verenigde Staten                     | 2-cd           | 088113091-2     |
| 6 | 2002 | Ales Music Co.                  | Korea                                | cd             | ALESCD 2031     |
| 7 | 2003 | MCA / FatCat Records            | Verenigde Staten/Verenigd Koninkrijk | 2-lp (12-inch) | FATLP22         |